# A Revelação de Gabriel

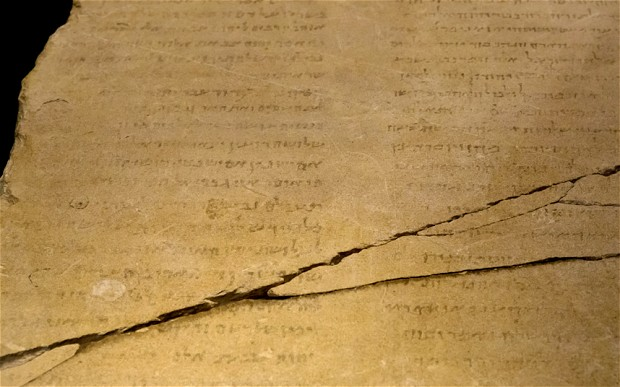
Um detalhe da Pedra da Revelação de Gabriel em exibição no Museu de Israel (fair use full view).

A Revelação de Gabriel, também chamada de Hazon Gabriel (a Visão de Gabriel )  ou a Pedra de Jeselsohn, é uma tábua de pedra com 87 linhas de texto hebraico escrito a tinta, contendo uma coleção de pequenas profecias escritas na primeira pessoa. É datado do final do século I AEC ou início do século I EC e é importante para a compreensão das expectativas messiânicas judaicas no período do Segundo Templo .

## Descrição
A Revelação de Gabriel é uma tabuleta cinza  de calcário com 87 linhas de texto hebraico  escrito a tinta.  Mede 37 centímetros   (de largura) por 93  ou 96  centímetros (de altura). Enquanto a frente da pedra é polida, a parte de trás é áspera, sugerindo que foi montada em uma parede. 
A escrita é uma coleção de pequenas profecias escritas na primeira pessoa por alguém que se identifica como Gabriel para outra pessoa na segunda pessoa do singular.  A escrita foi datada do século I AEC ou início do século I EC por sua escrita e linguagem.     A análise de David Hamidovic sugere uma data após 50 EC.   Uma análise física da pedra não encontrou nenhuma evidência de tratamento moderno da superfície, e encontrou o solo anexado mais consistente com a área a leste da Península Lisan do Mar Morto .  O texto como um todo é desconhecido de outras fontes;  é fragmentário, então o significado é bastante incerto.    É considerado muito semelhante aos pergaminhos do Mar Morto.  O artefato é relativamente raro em seu uso de tinta sobre pedra.
Os estudiosos caracterizaram o gênero da Revelação de Gabriel como profético,  embora o estudioso do hebraico bíblico  Ian Young expresse surpresa por não usar a linguagem hebraica característica dos textos proféticos bíblicos.  Outros estudiosos descrevem seu gênero como um diálogo revelador semelhante a 4 Esdras ou 2 Baruque  ou mesmo como um apocalipse. 

## Origens e recepção
A pedra, sem procedência, teria sido encontrada por um beduíno na Jordânia, nas margens orientais do Mar Morto, por volta do ano 2000.  Ela pertencia a Ghassan Rihani, um negociante de antiguidades jordaniano que trabalhava na Jordânia e em Londres, que vendia para David Jeselsohn, um colecionador suíço - israelense .    No momento de sua compra, Jeselsohn diz que não sabia de seu significado.   Lenny Wolfe, um negociante de antiguidades em Jerusalém, relata tê-lo visto antes de Rihani obter posse dele.  Paleógrafo e epigrafista especialista em hebraico    Ada Yardeni relata que viu pela primeira vez fotografias da tabuinha em 2003. 
A primeira descrição acadêmica da descoberta e a editio princeps do texto   foi publicada em abril de 2007 em um artigo escrito por Yardeni em consulta com Binyamin Elizur.   Yardeni deu ao texto o nome de "Hazon Gabriel". 
A partir de 2011, a pedra estava localizada em Zurique. Em 2013, a pedra foi emprestada ao Museu de Israel para ser exibida em uma exposição lá.
A pedra recebeu ampla atenção na mídia   a partir de julho de 2008, principalmente devido às interpretações de Israel Knohl. 

## Autenticidade
A maioria dos estudiosos o aceitou provisoriamente como autêntico,   embora Årstein Justnes, um professor de estudos bíblicos, tenha publicado uma refutação de sua autenticidade.   Dúvidas foram ainda expressas por Kenneth Atkinson  e Jonathan Klawans. 

## Interpretação e significado
Hillel Halkin em seu blog no The New York Sun escreveu que "pareceria ser, em muitos aspectos, um texto escatológico típico do final do período do Segundo Templo " e expressou dúvidas de que fornecesse algo "sensacionalmente novo" sobre as origens do cristianismo no judaísmo . 
A descoberta causou polêmica entre os estudiosos.  Israel Knohl, um especialista em linguagem talmúdica e bíblica na Universidade Hebraica de Jerusalém, traduziu a linha 80 da inscrição como "Em três dias, viva, eu Gabriel com[mando] você[u]".   Ele interpretou isso como uma ordem do anjo Gabriel para ressuscitar dos mortos dentro de três dias, e entendeu que o destinatário dessa ordem era Simão da Peréia, um rebelde judeu que foi morto pelos romanos em 4 AEC .  Knohl afirmou que a descoberta "exige uma reavaliação completa de todos os estudos anteriores sobre o tema do messianismo, judeu e cristão".  Em 2008, foi relatado que Ada Yardeni concordou com a leitura de Knohl. Ben Witherington observou que a palavra que Knohl traduziu como "subir" pode significar alternativamente "aparecer".
Outros estudiosos, no entanto, reconstruíram a escrita fraca na pedra como uma palavra totalmente diferente, rejeitando a leitura de Knohl.   Em vez disso, a leitura de Ronald Hendel ( 2009 ) de "Em três dias, o sinal ..." ganhou amplo apoio.  Em 2011, Knohl aceitou que "sinal" é uma leitura mais provável do que "vivo", embora mantenha que "vivo" é uma leitura possível.    No entanto, o significado da frase na leitura atualmente aceita ainda não está claro.  Knohl ainda mantém o pano de fundo histórico da inscrição como mencionado acima. Ele agora vê a morte de Simon, de acordo com a inscrição, como "uma parte essencial do processo redentor. O sangue do messias morto abre caminho para a salvação final". 
A visão dominante é que a Revelação de Gabriel é uma obra pré-cristã.  No entanto, David Hamidovic sugere que foi escrito no contexto do cerco de Jerusalém pelo imperador romano Tito em 70 CE . 
A Revelação de Gabriel é considerado importante para uma discussão acadêmica mais ampla sobre as expectativas messiânicas judaicas no período do Segundo Templo, especificamente os temas do messias sofredor e do Messias ben Joseph, ambos os quais se acredita serem desenvolvimentos posteriores.   bem como o messias davídico. 

## Publicações
O texto hebraico e a tradução estão disponíveis em várias edições: Yardeni & Elizur (2007),  Knohl (2008c), Qimron & Yuditsky (2009), Knohl (2011) e Elgvin (2014) . Fotografias da pedra estão impressas em Henze (2011a). Imagens mais recentes de alta resolução estão disponíveis na InscriptiFact Digital Image Library.  Estudos linguísticos detalhados foram realizados por Bar-Asher (2008), Rendsburg (2011) e Young (2013) .

## Citações
1. ↑  Knohl 2008a.
2. ↑  «The First Jesus?». National Geographic. Consultado em 5 de agosto de 2010. Arquivado do original em 19 de agosto de 2010
3. 1 2 3 4  Knohl 2009, p. xiv.
4. ↑  Goren 2008, p. 224.
5. 1 2  Novenson 2017, p. 176.
6. 1 2 3 4 5  Yardeni & Elizur 2011, p. 11.
7. 1 2  Yardeni & Elizur 2011, p. 12.
8. ↑  Yardeni & Elizur 2011, p. 17.
9. ↑  Novenson 2017, p. 176f.
10. 1 2  Yardeni 2008, p. 60.
11. ↑  Henze 2011a, p. xii.
12. ↑  Yardeni & Elizur 2011.
13. 1 2  Hamidovic 2012.
14. ↑  Elgvin 2014, p. 16.
15. ↑  Goren 2008, p. 228f.
16. ↑  Novenson 2017, p. 177.
17. ↑  Witherington 2010, p. 211.
18. 1 2  Collins 2015.
19. 1 2  Bronner 2008.
20. ↑  Schniedewind 2005, Section 3.8.
21. ↑  Young 2013.
22. ↑  Henze 2011b.
23. ↑  Henze 2011b, p. 129.
24. 1 2 3 4  Estrin 2013.
25. 1 2  Jeselsohn 2011.
26. 1 2 3 4  van Biema, David; Tim McGirk. «Was Jesus' Resurrection a Sequel?». Time
27. ↑  Dimant & Kottsieper 2012, p. 239.
28. ↑  Terry 2013, p. 551.
29. ↑  Evans 2003, p. 116.
30. ↑  Yardeni 2008 "It was written in the first person, perhaps by someone named Gabriel ('I Gabriel', line 77), so I have named the text 'Gabriel's Vision'"
31. ↑  Collins 2015, p. 127.
32. ↑  Henze 2011a, p. 6,99.
33. 1 2  Halkin 2008.
34. ↑  Hutchinson 2015, p. 117.
35. ↑  «Årstein Justnes CV» (em norueguês)
36. ↑  «Årstein Justnes»
37. ↑  Justnes 2015.
38. ↑  Justnes & Rasmussen 2020.
39. ↑  Atkinson 2018.
40. ↑  Klawans 2018, pp. 489–501.
41. ↑  Collins 2015, p. 128.
42. ↑  Knohl 2008c.
43. 1 2 3  Knohl 2007.
44. ↑  https://web.archive.org/web/20080820180906/http://www.bib-arch.org/news/dss-in-stone-news.asp Note: compare with archive from the day prior.
45. ↑  Bar-Asher 2008, p. 500-502.
46. ↑  Henze 2011a.
47. 1 2  Koller 2014.
48. ↑  Novenson 2017, p. 178f.
49. ↑  Knohl 2011, p. 43, n. 12.
50. ↑  Hutchinson 2015, p. 118.
51. ↑  Knohl 2011, p. 47-48.
52. ↑  Aus 2015, p. 90-91.
53. ↑  Hutchinson 2015, p. 119f.

### Subnotas
1. 1 2  Koller 2014.